# 刘均 (前赵)
刘均（?—?），五胡十六国前赵刘曜属下大臣。

## 生平
刘均在前赵担任中书监。刘曜在长乐宫东立太学，在未央宫西立小学，以刘均领国子祭酒。以游子远为大司徒。
终南山崩，长安人刘终在山崩处捡到一尺见方的白玉，上面有文字写道：“皇亡，皇亡，败赵昌。井水竭，构五梁，咢酉小衰困嚣丧。呜呼！呜呼！赤牛奋靷其尽乎！”当时群臣都来祝贺，以为是石勒灭亡的征兆。刘曜非常高兴，斋戒七天然后在太庙接受了这块玉，大赦境内，任命刘终为奉瑞大夫。
刘均进谏：“山崩川竭，国君为此不宴饮作乐。终南山是京师长安重镇，无故而崩，凶兆不可极言。过去三代之季，灾异也如此。如今朝臣都说是祥瑞，我有不同意见。玉对于山石，好像君主对于大臣。山崩石坏，就好像国亡人乱。‘皇亡，皇亡，败赵昌’，是说皇室将要被赵打败，赵因此而昌盛。如今大赵（前赵）在秦雍，而石勒占据着整个赵地（后赵在战国时代赵国故址），赵昌的应兆，应是石勒，不是我们。‘井水竭，构五梁’，井宿是秦的分野，五是五车星官，梁是大梁星次，五车、大梁是赵的分野，说的是秦将衰竭灭亡，成为赵的一部分。咢是木星（岁星）的下一个星座，咢酉小衰是说当木星控制着咢酉那一年时，应有败军杀将之事发生。困是困敦，是木星在子时的年名，说的是当木星控制着子时，国家就要灭亡。赤牛奋靷是丑时的木星的名字。牛是牵牛星，是东北隅的星座，属丑的对应，是说木星在丑时应当灭亡。愿陛下勤修德行教化来消除灾祸。纵是吉祥，也愿陛下小心对待。《书经》说：‘虽休勿休。’愿陛下追循周旦盟津的美谈，舍弃虢公梦庙的灾难，小心沐浴来等待妖言消失。”刘曜茫然若失。御史弹劾刘均狂言胡说，把祥瑞说成凶兆，请按大不敬论处。刘曜说：“灾瑞不可预料，可以告诫我不犯过错，朕以他的忠诚受益很多，何罪之有!”
刘曜命公卿各举荐博识直言之士一人，司空刘均举荐参军台产，刘曜亲临东堂，派中黄门策问。刘曜拜台产博士祭酒、谏议大夫，领太史令，历位尚书、光禄大夫、太子少师，位特进。